# 蒙古第五次入侵高丽
蒙古第五次入侵高丽，元宪宗蒙哥三年（1253年）七月至元宪宗四年（1254年）正月，蒙古帝国第五次进攻高丽王朝的作战。
贵由汗时的蒙古第四次入侵高丽之后，高丽高宗三十八年（1251年），蒙古大汗蒙哥继位，蒙古再次要求高丽王室做人质。高丽回绝后，蒙古于高丽高宗四十年（1253年）大规模入侵高丽，由也古大王与洪福源率军，攻克禾山、东州、春州、三角山、杨根、天龙等城。高宗最后同意搬出江华岛并将安庆公交给蒙古。蒙古军随后撤退。随后蒙哥三次再攻高丽（蒙古第六次入侵高丽、蒙古第七次入侵高丽、蒙古第八次入侵高丽）。